# Tournée des quatre tremplins 2020-2021
Navigation
Édition précédente Édition suivante
La 69e édition de la tournée des quatre tremplins se déroule du 28 décembre 2020 au 6 janvier 2021.
La tournée des quatre tremplins (en allemand : Vierschanzentournee) est une compétition de saut à ski. Elle a lieu annuellement depuis 1953 sur quatre tremplins différents, deux en Allemagne et deux en Autriche, autour du nouvel an.
Ce tournoi revêt une très grande importance aux yeux des spécialistes de la discipline du saut à ski.

## Attribution des points
Le classement de la tournée des quatre tremplins est effectué en additionnant les points obtenus à chaque saut (longueur et notes de style), ceux qui servent à déterminer le classement de chaque compétition de saut à ski quelles qu'elles soient.
Chaque concours de cette tournée compte également pour la coupe du monde de saut à ski 2020-2021 et apporte aux concurrents des points selon les mêmes modalités que les autres concours : cent points au premier, quatre-vingts au deuxième... et un point au 30e.

## Les tremplins
| \| [[Fichier:Alps location map.png\\|600px\\|{{#if:\\|{{{alt}}}\\|Tournée des quatre tremplins 2020-2021 est dans la page Alpes.]]Oberstdorf Garmisch-Partenkirchen Innsbruck Bischofshofen Tournée des quatre tremplins 2020-2021 (Alpes) \| |
| [[Fichier:Alps location map.png\|600px\|{{#if:\|{{{alt}}}\|Tournée des quatre tremplins 2020-2021 est dans la page Alpes.]]Oberstdorf Garmisch-Partenkirchen Innsbruck Bischofshofen Tournée des quatre tremplins 2020-2021 (Alpes)           |

## Calendrier
| q | Qualification | C | Concours |

| Évènements           | Calendrier | Calendrier | Calendrier | Calendrier | Calendrier | Calendrier | Calendrier | Calendrier | Calendrier | Calendrier | Calendrier |
| Évènements           | 28         | 29         | 30         | 31         | 1          | 2          | 3          | 4          | 5          | 6          |            |
| Évènements           | Décembre   | Décembre   | Décembre   | Décembre   | Janvier    | Janvier    | Janvier    | Janvier    | Janvier    | Janvier    |            |
|                      |            |            |            |            |            |            |            |            |            |            |            |
| Oberstdorf HS 137    | q          | C          |            |            |            |            |            |            |            |            |            |
| Garmisch HS 140      |            |            |            | q          | C          |            |            |            |            |            |            |
| Innsbruck HS 130     |            |            |            |            |            | q          | C          |            |            |            |            |
| Bischofshofen HS 140 |            |            |            |            |            |            |            |            | q          | C          |            |
|                      |            |            |            |            |            |            |            |            |            |            |            |

## Faits marquants
À cause du Covid-19, l'intégralité de la compétition se fait à huis clos.
Le 28 décembre, la FIS annonce l'exclusion de l’équipe de Pologne à la suite du test positif au Covid-19 de Klemens Muranka, mais ne prononce pas l'exclusion de l'équipe allemande à la suite du test positif au Covid-19 du kinésithérapeute allemand. Finalement, après deux tests négatifs de toute l'équipe de Pologne, il est décidé de refaire sauter les 62 participants le 29 décembre sans l'habituel KO système. Les trente meilleurs sauteurs seront directement qualifiés pour la manche finale.

## Classements
|      | \| Rang \| Nom \| Points \| \| ---- \| --------------------- \| ------ \| \| 1 \| Kamil Stoch \| 1110.9 \| \| 2 \| Karl Geiger \| 1062.5 \| \| 3 \| Dawid Kubacki \| 1057.8 \| \| 4 \| Halvor Egner Granerud \| 1057.4 \| \| 5 \| Piotr Żyła \| 1037.2 \| \| 6 \| Ryoyu Kobayashi \| 1032.5 \| \| 6 \| Andrzej Stękała \| 1032.5 \| \| 8 \| Stefan Kraft \| 1019.1 \| \| 9 \| Peter Prevc \| 1018.0 \| \| 10 \| Daniel Huber \| 1014.7 \| |        |
| Rang | Nom | Points |
| 1    | Kamil Stoch | 1110.9 |
| 2    | Karl Geiger | 1062.5 |
| 3    | Dawid Kubacki | 1057.8 |
| 4    | Halvor Egner Granerud | 1057.4 |
| 5    | Piotr Żyła | 1037.2 |
| 6    | Ryoyu Kobayashi | 1032.5 |
| 6    | Andrzej Stękała | 1032.5 |
| 8    | Stefan Kraft | 1019.1 |
| 9    | Peter Prevc | 1018.0 |
| 10   | Daniel Huber | 1014.7 |

### Tableau récapitulatif
| Étape | Lieu          | Épreuve | Date             | Vainqueur     | Deuxième           | Troisième      | Leader de la Tournée |
| ----- | ------------- | ------- | ---------------- | ------------- | ------------------ | -------------- | -------------------- |
| 1     | Oberstdorf    | HS 137  | 29 décembre 2020 | Karl Geiger   | Kamil Stoch        | Marius Lindvik | Karl Geiger          |
| 2     | Garmisch      | HS 140  | 1er janvier 2021 | Dawid Kubacki | Halvor E. Granerud | Piotr Żyła     | Halvor E. Granerud   |
| 3     | Innsbruck     | HS 130  | 3 janvier 2021   | Kamil Stoch   | Anže Lanišek       | Dawid Kubacki  | Kamil Stoch          |
| 4     | Bischofshofen | HS 140  | 6 janvier 2021   | Kamil Stoch   | Marius Lindvik     | Karl Geiger    | Kamil Stoch          |